# ته‌تا سوگیموتو
ته‌تا سوگیموتو (انگلیسی: Tetta Sugimoto؛ زادهٔ ۲۱ ژوئیهٔ ۱۹۶۵) یک هنرپیشه اهل ژاپن است.
از فیلم‌ها یا برنامه‌های تلویزیونی که وی در آن نقش داشته است می‌توان به جان رابه، تناسخ، عزیمت‌ها، دورورو اشاره کرد.